# Cornelis Springer

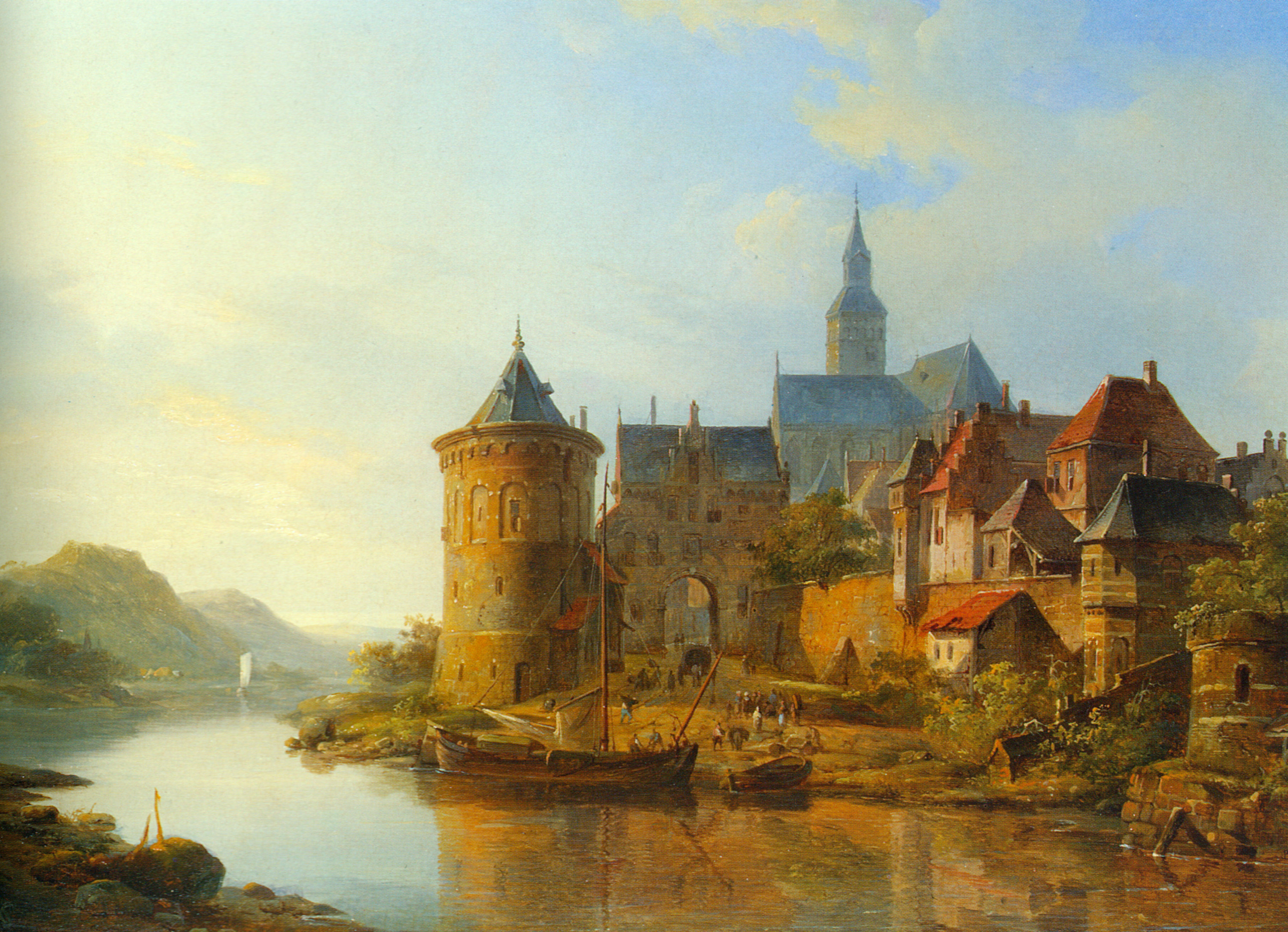
Widok na miasto nad Renem, 1841

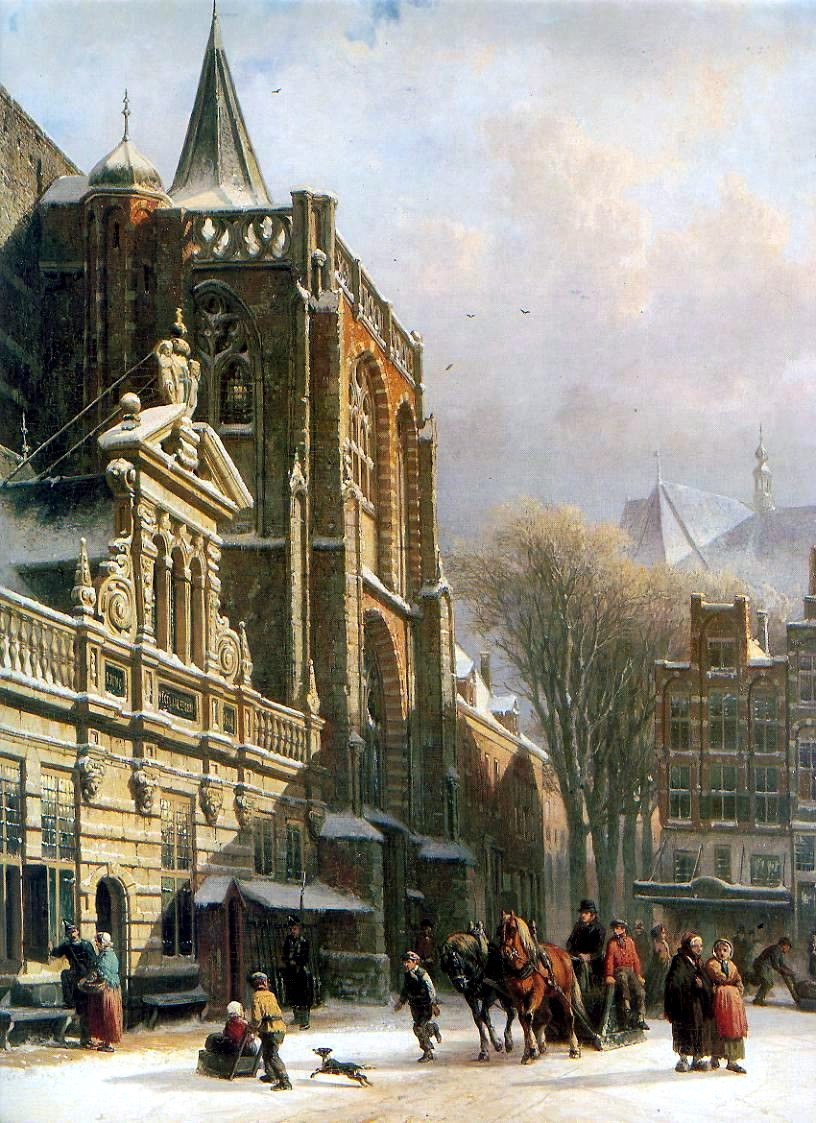
Kościół św. Michała w Zwolle, 1862

Cornelis Springer (ur. 25 maja 1817 w Amsterdamie, zm. 20 lutego 1891 w Hilversum) – holenderski malarz miejskiej architektury, grawer i litograf.
Jego ojciec był cieślą. Podstaw rysunku i perspektywy uczył się od brata, architekta Henry Springera (1805–1867). W 1827 został zarejestrowany jako student Akademii Sztuk Pięknych w Amsterdamie, gdzie pracował pod kierunkiem Jacobusa van der Stoka (1795–1864) i Hermana Gerrita ten Cate (1803–1856). W latach 1835–1837 uczył się w pracowni malarza architektury Kaspara Karsena (1810–1896).
Cornelis Springer malował przede wszystkim romantyczne pejzaże miejskie, posługiwał się techniką olejną, wykonywał akwarele i litografie. We wczesnym okresie współpracował z malarzem Wouterusem Verschuurem (1812–1874), który namalował postacie ludzkie i konie na kilku jego obrazach. Był bardzo płodnym artystą, wystawiał z powodzeniem od 17. roku życia do śmierci w Amsterdamie i Hadze. Malował m.in. Amsterdam, Alkmaar, Haarlem, Zwolle, Kampen, Enkhuizen, Harderwijk i kilka miast niemieckich. Jego prace odznaczają się rozmachem i wielką dbałością o szczegóły, swobodne operowanie światłem potwierdza wpływ starych mistrzów holenderskich.
Stinger był członkiem stowarzyszenia Felix Meritis w Amsterdamie, był kilkakrotnie odznaczany medalami (w 1847 i w 1865), należał do holenderskiej elity artystycznej, jego głównym konkurentem był Adrianus Eversen. Wśród uczniów artysty byli m.in. Adrianus Eversen, Johan Adolph Rust i Johan Conrad Greive. Prace Stingera eksponowane są głównie w galeriach holenderskich, Gemeentmuseum w Arnhem, Muzeum Boijmans Van Beuningen w Rotterdamie i Rijksmuseum w Amsterdamie.